# Saint-Martin-Lestra
Saint-Martin-Lestra är en kommun i departementet Loire i regionen Auvergne-Rhône-Alpes i centrala Frankrike. Kommunen ligger i kantonen Feurs som tillhör arrondissementet Montbrison. År 2022 hade Saint-Martin-Lestra 926 invånare.

## Befolkningsutveckling
Antalet invånare i kommunen Saint-Martin-Lestra
| Referens: INSEE |